# Croatia Open Umag 2023
Croatia Open Umag 2023, oficiálně Plava Laguna Croatia Open Umag 2023, byl tenisový turnaj na mužském profesionálním okruhu ATP Tour hraný v Mezinárodním tenisovém centru Stella Maris. Třicátý třetí ročník Croatia Open Umag  probíhal mezi 24. až 30. červencem 2023 v chorvatském Umagu na otevřených antukových dvorcích. 
Turnaj dotovaný 630 705 eury patřil do kategorie ATP Tour 250. Nejvýše nasazeným hráčem ve dvouhře se stal třicátý třetí tenista světa  Jiří Lehečka z Česka, kterého ve čtvrtfinále vyřadil Ital Matteo Arnaldi. Jako poslední přímý účastník do hlavní soutěže nastoupil 112. hráč žebříčku Zsombor Piros z Maďarska. V důsledku invaze Ruska na Ukrajinu na konci února 2022 řídící organizace tenisu ATP, WTA a ITF s grandslamy rozhodly, že ruští a běloruští tenisté mohli dále na okruzích startovat, ale do odvolání nikoli pod vlajkami Ruska a Běloruska.
Druhý singlový titul na okruhu ATP Tour vybojoval 23letý Australan Alexei Popyrin. Čtyřhru ovládl slovinsko-chorvatský pár Blaž Rola a Nino Serdarušić, jehož členové získali první tituly na túře ATP. Ve finále odvrátili tři mečboly.

## Rozdělení bodů a finančních odměn

### Rozdělení bodů
| Soutěž       | Soutěž | vítězové | finalisté | semifinalisté | čtvrtfinalisté | 16 v kole | 32 v kole | Q  | Q2 | Q1 |
| ------------ | ------ | -------- | --------- | ------------- | -------------- | --------- | --------- | -- | -- | -- |
| dvouhra mužů | [ 1 ]  | 250      | 150       | 90            | 45             | 20        | 0         | 12 | 6  | 0  |
| čtyřhra mužů | [ 5 ]  | 250      | 150       | 90            | 45             | 0         | —         | —  | —  | —  |

### Finanční odměny
| Soutěž                                | Soutěž      | vítězové | finalisté | semifinalisté | čtvrtfinalisté | 16 v kole | 32 v kole | Q2      | Q1      |
| ------------------------------------- | ----------- | -------- | --------- | ------------- | -------------- | --------- | --------- | ------- | ------- |
| dvouhra mužů                          | [ 1 ] [ 6 ] | 85 605 € | 49 940 €  | 29 355 €      | 17 010 €       | 9 880 €   | 6 035 €   | 3 020 € | 1 645 € |
| čtyřhra mužů                          | [ 5 ]       | 29 740 € | 15 910 €  | 9 330 €       | 5 220 €        | 3 070 €   | —         | —       | —       |
| částka ve čtyřhrách je uvedena na pár |             |          |           |               |                |           |           |         |         |

## Mužská dvouhra

### Nasazení
| Stát                             | Hráč                    | ATP | Nasazení |
| -------------------------------- | ----------------------- | --- | -------- |
| Česko                            | Jiří Lehečka            | 33. | 1.       |
| Itálie                           | Lorenzo Sonego          | 42. | 2.       |
| Rakousko                         | Sebastian Ofner         | 58. | 3.       |
| Španělsko                        | Roberto Carballés Baena | 60. | 4.       |
| Austrálie                        | Christopher O'Connell   | 67. | 5.       |
| Švýcarsko                        | Stan Wawrinka           | 74. | 6.       |
| Itálie                           | Matteo Arnaldi          | 75. | 7.       |
| Španělsko                        | Albert Ramos-Viñolas    | 79. | 8.       |
| Žebříček ATP k 17. červenci 2023 |                         |     |          |

### Jiné formy účasti
Následující hráči obdrželi divokou kartu do hlavní soutěže:
- Duje Ajduković
- Martín Landaluce
- Dino Prižmić

Následující hráči postoupili z kvalifikace:
- Facundo Bagnis
- Flavio Cobolli
- Jesper de Jong
- Filip Misolic

### Odhlášení
před zahájením turnaje
- Holger Rune → nahradil jej  Juan Manuel Cerúndolo

## Mužská čtyřhra

### Nasazení
| Stát                                                                        | Hráč             | Stát     | Hráč             | ATP  | Nasazení |
| --------------------------------------------------------------------------- | ---------------- | -------- | ---------------- | ---- | -------- |
| Itálie                                                                      | Simone Bolelli   | Itálie   | Andrea Vavassori | 85.  | 1.       |
| Francie                                                                     | Sadio Doumbia    | Francie  | Fabien Reboul    | 89.  | 2.       |
| Portugalsko                                                                 | Francisco Cabral | Brazílie | Rafael Matos     | 96.  | 3.       |
| Uruguay                                                                     | Ariel Behar      | Česko    | Adam Pavlásek    | 100. | 4.       |
| Žebříček ATP k 17. červenci 2023; číslo je součtem umístění obou členů páru |                  |          |                  |      |          |

### Jiné formy účasti
Následující páry obdržely divokou kartu do hlavní soutěže:
- Zvonimir Babić /  Luka Mikrut
- Blaž Rola /  Nino Serdarušić

### Odhlášení
před zahájením turnaje
- Patrik Niklas-Salminen /  Bart Stevens → nahradili je  Marco Bortolotti /  Sem Verbeek

## Přehled finále

### Mužská dvouhra
- Alexei Popyrin vs.  Stan Wawrinka, 6–7(5–7), 6–3, 6–4

### Mužská čtyřhra
- Blaž Rola /  Nino Serdarušić vs.  Simone Bolelli /  Andrea Vavassori, 4–6, 7–6(7–2), [15–13]